# Milk Man (Deerhoof)
Milk Man è il sesto album in studio del gruppo musicale statunitense Deerhoof, pubblicato nel 2004.

## Tracce
1. Milk Man – 4:23
2. Giga Dance – 2:58
3. Desapareceré – 4:07
4. Rainbow Silhouette of the Milky Rain – 4:16
5. Dog on the Sidewalk – 1:13
6. C – 4:00
7. Milking – 3:36
8. Dream Wanderer's Tune – 2:19
9. Song of Sorn – 2:25
10. That Big Orange Sun Run Over Speed Light – 2:02
11. New Sneakers – 2:14

## Formazione
- John Dieterich – chitarra
- Chris Cohen – chitarra
- Satomi Matsuzaki – basso, voce
- Greg Saunier – batteria, voce